# Antología, su historia y sus éxitos
Antología, su historia y sus éxitos es un álbum doble recopilatorio de la banda de rock chilena Los Prisioneros, editado por el sello EMI en 2001 para descatalogar el mezquino Grandes éxitos (1991) de sólo 52 minutos de duración, El álbum contiene 32 temas grabados (16 en cada CD) incluidos temas remezclados y editados para las radios, en formato de audio remasterizado y digitalizado. El álbum lograría vender más 120 mil copias y certificación de triple disco de platino.
A comienzos de diciembre de 2011 fue relanzado en formato deluxe con los dos CD y el DVD.

## Disco 1
1. «El baile de los que sobran»
2. «Sexo (versión 1988)»
3. «Tren al sur»
4. «Pa pa pa (remix 1988)»
5. «Latinoamérica es un pueblo al sur de Estados Unidos»
6. «¿Por qué no se van?»
7. «Él es mi ídolo»
8. «Paramar»
9. «Las sierras eléctricas»
10. «Corazones rojos»
11. «Que no destrocen tu vida»
12. «¿Quién mató a Marilyn? (versión 1988)»
13. «Independencia cultural»

### Pistas adicionales
1. «Él es mi ídolo (remix 2001)»
2. «Cierra todas las puertas de tu casa (remix 2001)»
3. «Tren al sur (versión editada)»

- Temas 5 y 8 de La voz de los '80 (1984)
- Temas 1, 6 y 13 de Pateando piedras (1986)
- Temas 4, 7 y 11 de La cultura de la basura (1987)
- Temas 3 y 10 de Corazones (1990)
- Tema 9 de Ni por la razón, ni por la fuerza (1996)
- Temas 2 y 12 de Los Prisioneros (1988)

## Disco 2
1. «La voz de los '80»
2. «De la cultura de la basura»
3. «Quieren dinero»
4. «Amiga mía»
5. «Mentalidad televisiva»
6. «We are sudamerican rockers (inédito 1988)»
7. «Muevan las industrias»
8. «Maldito sudaca»
9. «No necesitamos banderas»
10. «Estar solo»
11. «Estrechez de corazón»
12. «Por qué los ricos»
13. «Nunca quedas mal con nadie»

### Pistas adicionales
1. «Quieren dinero (remix 1986)»
2. «Muevan las industrias (remix 1986)»
3. «Estrechez de corazón (versión editada)»

- Temas 1, 5, 9 y 13 de La voz de los '80 (1984)
- Temas 3, 7, 10 y 12 de Pateando piedras (1986)
- Temas 2, 6 y 8 de La cultura de la basura (1987)
- Temas 4 y 11 de Corazones (1990)